# Seequark
Als Seequarks (englisch sea quark) bezeichnet man virtuelle Quark-Antiquark-Paare, die im Inneren von Hadronen kurzzeitig entstehen. Sie haben erheblichen Einfluss auf die physikalischen Eigenschaften der Hadronen.

## Virtuelle Teilchen im Hadron
Hadronen (Mesonen und Baryonen) sind Systeme aus (in der Regel) zwei bzw. drei Quarks, die durch die starke Wechselwirkung gebunden sind. Diese Quarks, Valenzquarks genannt, bestimmen die „ladungsartigen“ Quantenzahlen des Hadrons, wie elektrische Ladung und Strangeness. Im Feld der starken Wechselwirkung, das durch Gluonen vermittelt wird, treten virtuelle Quark-Antiquark-Paare auf, die als Vakuumfluktuationen entstehen und sogleich wieder vernichtet werden. Durch diesen Prozess entsteht um das eigentliche Valenzquark ein „See“ von Gluonen, Quarks und Anti-Quarks.
Der Name „Seequark“ stammt von der älteren Bezeichnung „Dirac-See“ für den Vakuumzustand der relativistischen Quantenfeldtheorie, bei dem ebenso ständig Paare aus Teilchen und Antiteilchen erzeugt und vernichtet werden.

## Auswirkungen
Seequarks und Gluonen leisten einen wichtigen Beitrag zu Masse, Spin, Impuls und magnetischem Moment des Hadrons. Man beschreibt das modellhaft, indem man die Valenzquarks in Kombination mit den sie umgebenden Seequarks und Gluonen zu effektiven Quarks größerer Masse, so genannten „Konstituentenquarks“ zusammenfasst. Im Fall von Hadronen aus den leichten Valenzquarks up und down (und mit Einschränkung auch strange) sind die Seequarks sogar dominant – die Masse der Konstitutenquarks ist erheblich größer als die der „nackten“ Quarks („Stromquarks“). Zu Details siehe Konstituentenquark.
Aus der Atomphysik ist ein ähnlicher, quantenelektrodynamischer Effekt bekannt, die Vakuumpolarisation, die zur Lamb-Verschiebung beiträgt. Dieser Effekt ist aber extrem klein, in vielen Fällen unmessbar klein, weil die elektromagnetische Wechselwirkung eine kleinere Kopplungskonstante hat und die Längenskala im Atom weit größer als im Hadron ist.

## Nachweis
Aus der Kombination von Messungen mit tief inelastischer Streuung von Elektronen (bzw. Myonen), Neutrinos und Antineutrinos an Protonen und Atomkernen lassen sich die Beiträge von Quarks und Antiquarks und deren Flavours ermitteln und daraus die jeweiligen Beiträge von Valenz- und Seequarks sowie Gluonen zu Masse, Impuls und Spin.
Seequarks im Proton sind vorwiegend virtuelle Quark-Antiquark-Paare vom Typ up und down sowie in geringerem Maße auch vom Typ strange. Im Jahr 2022 wurde ein auch kleiner Anteil vom Typ charm nachgewiesen. Dies ist erstaunlich, weil ein reelles c-Quark eine höhere intrinsische Masse hat als ein Proton.